# 中島みゆき ライブ リクエスト -歌旅・縁会・一会-
『中島みゆき ライブ リクエスト -歌旅・縁会・一会-』（なかじまみゆき ライブ リクエスト うたたび・えんかい・いちえ）は、2018年12月19日にヤマハミュージックコミュニケーションズから発売された中島みゆきのライブ・アルバム。

## 解説
今作は、iPodやウォークマンなどの携帯音楽プレーヤーやカーステレオで中島のライブを楽しみたいというリスナーのリクエストに応えた形で制作され、中島が2007年12月に行った『歌旅』、2012年から2013年にかけて行った『縁会』、2015年から2016年にかけて行った『一会』の3つのコンサート・ツアーからCD未収録の曲が収録されている。
なお、CDに3つのコンサートの曲が収録されているほかに、初回限定盤として『歌旅』の中から3曲が映像特典としてDVDに収録されている。

## 収録曲
- 全作詞/作曲：中島みゆき、編曲：瀬尾一三（特記以外）

### CD（初回限定盤、通常盤共通）
1. もう桟橋に灯りは点らない
  - 初収録：アルバム『LOVE OR NOTHING』(1994年)収録。
  - ライブ：『中島みゆきConcert「一会」2015〜2016』より。
2. ピアニシモ
  - 初収録：アルバム『常夜灯』(2012年)収録。
  - ライブ：『中島みゆきConcert「一会」2015〜2016』より。
3. 糸
  - 初収録：アルバム『EAST ASIA』(1992年)収録。
  - ライブ：『歌旅 -中島みゆきコンサートツアー2007-』より。
4. 時代
  - 初収録：シングル(1975年）。
  - ライブ：『中島みゆき「縁会」2012〜3』より。
5. 愛だけを残せ
  - 初収録：シングル(2009年）。
  - ライブ：『中島みゆき「縁会」2012〜3』より。
6. ララバイSINGER〜アザミ嬢のララバイ
  - 「ララバイSINGER」初収録：アルバム『ララバイSINGER』(2006年)収録。
  - 「アザミ嬢のララバイ」初収録：シングル(1975年）。
  - ライブ：『歌旅 -中島みゆきコンサートツアー2007-』より。
  - ララバイSINGERとアザミ嬢のララバイをつなげて歌ったバージョンが中島のアルバムに収録されるのは初めてである。
7. あした
  - 初収録：シングル(1989年）。
  - ライブ：『中島みゆき「縁会」2012〜3』より。
8. 唇をかみしめて
作詞・作曲：吉田拓郎
  - シンガーソングライターの吉田拓郎が1982年に発売したシングルのカバー。カバー楽曲が中島のアルバムに収録されるのは、オリジナルアルバムも含めてもキャリア初めてである[3]。
  - ライブ：『歌旅 -中島みゆきコンサートツアー2007-』収録。
9. 世情
  - 初収録：アルバム『愛していると云ってくれ』(1978年)収録。
  - ライブ：『中島みゆき「縁会」2012〜3』より。
10. 風の笛
  - 初収録：アルバム『常夜灯』(2012年)収録。
  - ライブ：『中島みゆき「縁会」2012〜3』より。
11. 夜行
  - 初収録：アルバム『心守歌-こころもりうた』(2001年)収録。
  - ライブ：『中島みゆきConcert「一会」2015〜2016』より。
12. ジョークにしないか
  - 初収録：アルバム『問題集』(2014年)収録。
  - ライブ：『中島みゆきConcert「一会」2015〜2016』より。

### DVD（初回盤のみ）
- 全て『歌旅 -中島みゆきコンサートツアー2007-』より。

1. ホームにて
  - 初収録：アルバム『あ・り・が・と・う』(1977年)収録。
2. 蕎麦屋
  - 初収録：アルバム『生きていてもいいですか』(1980年)収録。
3. EAST ASIA
  - 初収録：アルバム『EAST ASIA』(1992年)収録。

## 演奏者
- Vocals：中島みゆき

### 歌旅 -中島みゆきコンサートツアー2007-
- Conductor & Keyboards：小林信吾
- Drums：江口信夫
- Bass：富倉安生
- Guitars：古川望・古川昌義
- Piano：中西康晴
- Saxophone & Keyboards：中村哲
- Chorus：杉本和世・三松亜美・宮下文一
- Violin：伊能修・高橋洋子・牛山玲名・執行恒宏・氏川恵美子・久保啓子
- Cello：友納真緒・徳澤青弦

### 中島みゆき「縁会」2012〜3
- Drums：島村英二
- Bass：富倉安生
- Guitars：古川望
- Conductor, Keyboards：小林信吾
- Saxophones & Keyboards：中村哲
- Keyboards：矢代恒彦
- Violin：石橋尚子 (NAOrchestra〜ナオケストラ〜)
- Vocal & Acoustic Guitar：宮下文一
- Vocal：杉本和世・坪倉唯子

### 中島みゆきConcert「一会」2015〜2016
- Conductor & Keyboards：小林信吾
- Drums：島村英二
- Bass：富倉安生
- Guitars：古川望・福原将宜
- Saxophone & Keyboards：中村哲
- Keyboards & Manipulation：飯塚啓介
- Vocal：杉本和世・石田匠
- Vocal & Acoustic Guitar：宮下文一
- Violin：牛山玲名・田島華乃・中島優紀・民谷香子・越川歩
- Cello：友納真緒・関口将史